# Bataille d'Itororó
Guerre de la Triple-Alliance
La bataille d'Itororó est la première bataille de la Dezembrada, une série de batailles remportées par la Triple-Alliance pendant la guerre de la Triple-Alliance. La bataille a eu lieu le 6 décembre, sous le commandement du marquis de Caxias, après la chute de la forteresse de Humaitá (pt) (le 25 juillet 1868), lorsque les pays de l'alliance, l'empire du Brésil, l'Argentine et l'Uruguay, se sont rendu compte qu'ils avaient surestimé la puissance militaire du Paraguay.
La période de campagne vers la conquête d'Asunción, capitale du Paraguay, a eu lieu au mois de décembre et cette période est devenue connue dans l'histoire sous le nom de Dezembrada.

## Contexte historique

### La question de la Plata
Avec la fragmentation de la vice-royauté du Río de la Plata à la suite de la chute de l'Empire espagnol, Buenos Aires continue à avoir le prestige de capitale de l'unité du Río de la Plata, proclamant son indépendance en 1810 et la réaffirmant en 1816 au Congrès de Tucumán. Avec cette étape, le processus de fragmentation de la région se renforce et, en 1811, José Gaspar Rodríguez de Francia proclame l'indépendance du Paraguay, un pays qui, à cette époque, est composé majoritairement d'Indigènes de la nation guarani. Cependant, comme le petit pays se trouve dans une situation moins stratégique, dans un territoire revendiqué par Buenos Aires, et n'a pas accès à la mer, il a besoin de renforcer son pouvoir pour garantir la navigation à travers l'estuaire. Cette manœuvre est vitale pour la survie de la nouvelle nation paraguayenne.
Francia ferme le pays et le dirige comme dictateur de 1814 à sa mort en 1840. Durant cette période, le pays est isolé et son économie est nationalisée. Carlos Antonio López, son neveu, est élu en 1844, le remplaçant au gouvernement et prolongeant la dictature jusqu'à sa mort en 1862. Cependant, le gouvernement de Carlos Antonio López a rétabli les relations avec les pays de la région de la Plata afin de moderniser l'économie retardataire du pays et d'investir dans la technologie.
En 1854, l'Argentine reconnaît l'indépendance du Paraguay et le pays commence à naviguer plus librement le long du Río de la Plata et du Río Paraná. À partir de ce moment, le Paraguay commence sa modernisation militaire, avec toutes les infrastructures, les techniques et la main d'œuvre importées d'Angleterre. Cependant, le Brésil a des problèmes avec le Paraguay, car ce dernier crée des difficultés pour les navires brésiliens de naviguer dans la région, même avec le traité de libre navigation (pt) signé entre les deux pays en 1856, et n'accepte pas le principe de l'uti possidetis, qui consiste à considérer le droit généré par l'occupation comme définissant une frontière. Cette relation difficile entre le Paraguay, l’Argentine et le Brésil conduit le premier à augmenter ses investissements militaires.

### Uruguay et Paraguay

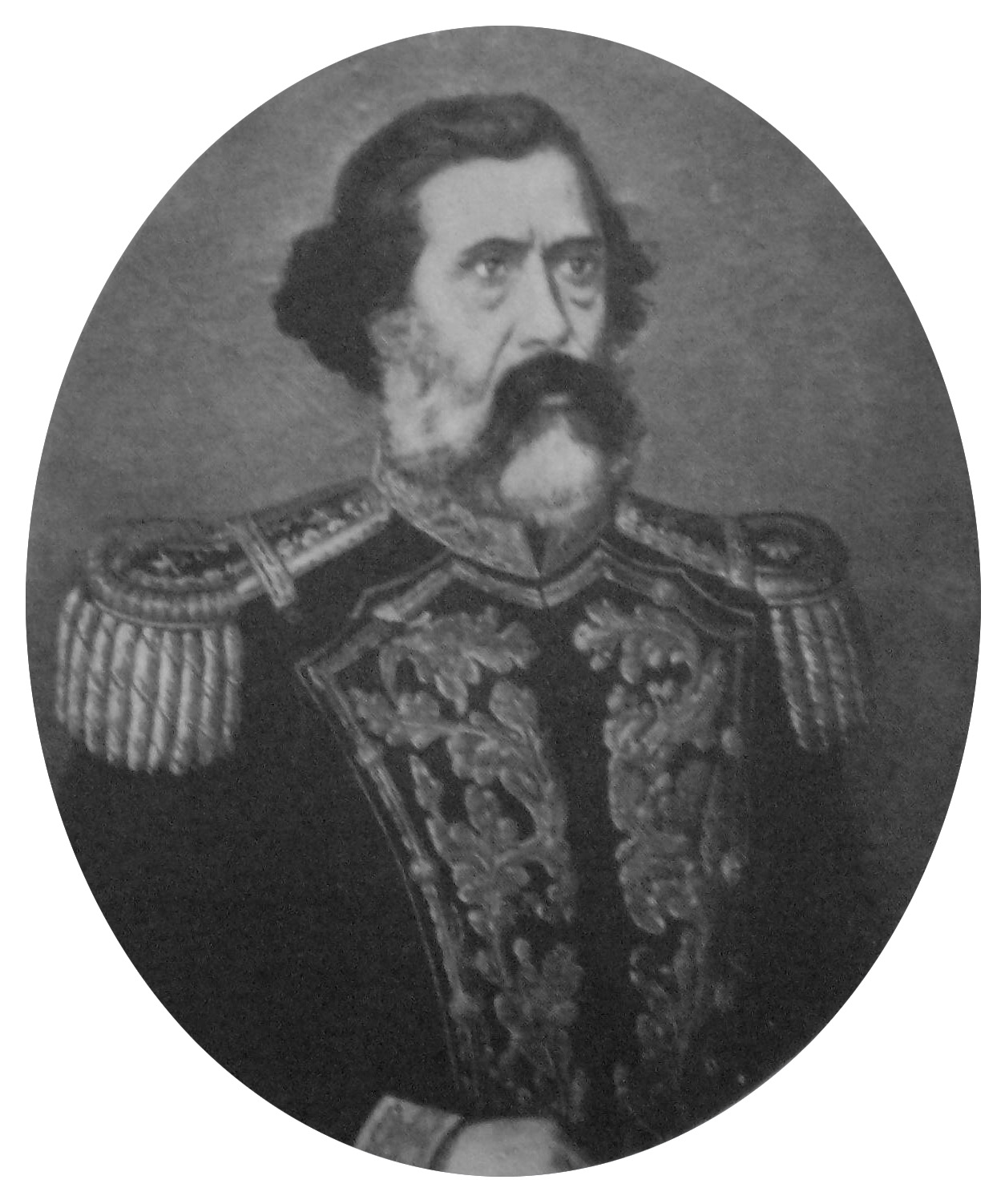
Venâncio Flores,

Avec l'indépendance de l'Uruguay en 1828, le pays est divisé en deux partis politiques : les Blancos, considérés comme conservateurs, et les Colorados, considérés comme libéraux. Cette division partisane apporte davantage de difficultés au Brésil, car les Blancos sont hostiles au Brésil et aux Brésiliens vivant sur le sol uruguayen. Après plusieurs problèmes causés par les Blancos aux Brésiliens, l'empire du Brésil demande des explications à l'Uruguay. Ce dernier demande à son tour l'aide du gouvernement argentin de Bartolomé Mitre, resté neutre dans le conflit jusqu'alors, et accepte de se rapprocher du gouvernement brésilien. Le gouvernement uruguayen se rapproche alors du gouvernement dictatorial paraguayen de Francisco Solano López, fils et successeur de Carlos Antonio López, pour lui proposer une alliance.
Avec l'invasion de l'Uruguay par Venâncio Flores, un Colorado, en 1863, le Paraguay se rend compte qu'il doit agir, car la situation est assez déstabilisante pour son gouvernement. En 1864, un Blanco arrive au pouvoir, rendant le contexte politique assez hostile et sensible dans la région. Le Brésil, craignant que ses ressortissants ne soient maltraités, présente à l'Uruguay une proposition gouvernementale qui est rejetée. Ainsi, l'armée brésilienne envahit le territoire uruguayen en 1864, obligeant le gouvernement à être remis à Venâncio Flores. Cette mesure ne plaît pas aux Paraguayens, qui décident d'entrer définitivement en guerre contre le Brésil, en capturant le navire brésilien Marquês de Olinda, à Asunción, le 11 novembre 1864 et en envahissant le Mato Grosso en décembre de la même année. Non satisfait, Solano López envahit la province de Corrientes en avril 1865 et attaque Rio Grande do Sul en juin de la même année.
La réponse brésilienne est la bataille navale de Riachuelo, commandée par l'amiral Francisco Manuel Barroso da Silva (pt), le 11 juin 1865, qui détruit la marine paraguayenne. En septembre 1865, les troupes paraguayennes se rendent à Rio Grande do Sul, ce que l'on appelle le siège d'Uruguaiana (pt). À ce stade, le rapport de forces s'est inversé et les alliés commencent à attaquer et à envahir le Paraguay en avril 1866.

## Itororó

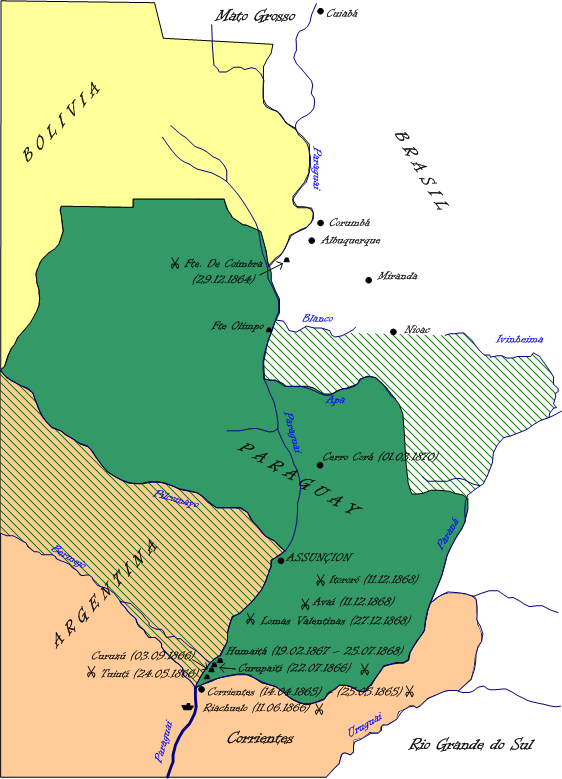
Théâtre des batailles de la guerre de la Triple-Alliance.

La rivière Itororó (pt) est une rivière profonde, forte et puissante. Son pont étroit, célèbre pour la bataille, enjambe un sentier très accidenté, parsemé de gorges et de rochers de trois à quatre mètres de haut. La bataille d'Itororó a reçu ce nom parce qu'elle s'est déroulée sur le pont sur la rivière Itororó, le 6 décembre 1868.
L'armée brésilienne arrive à la ville de Santo Antônio, sur les rives du fleuve Paraguay, et continue vers le sud où elle trouve le pont qu'il faut traverser. La mission de l'armée brésilienne est de s'assurer que l'armée ennemie s'éloigne du pont et se dirige vers l'intérieur des terres, permettant ainsi aux troupes alliées d'avancer. Après quelques attaques de l'armée de la Triple-Alliance, les Paraguayens se retirent d'Itororó, se dirigeant vers la rivière Avaí, où a lieu la deuxième bataille de la Triple-Alliance, sur un total de trois, connues sous le nom de Dezembrada. Le marquis do Erval, à la tête du troisième corps d'armée, a pour mission de poursuivre l'ennemi et de maintenir le contact avec lui afin qu'il ne s'échappe pas.

## Description de la bataille

### Stratégie et chiffres

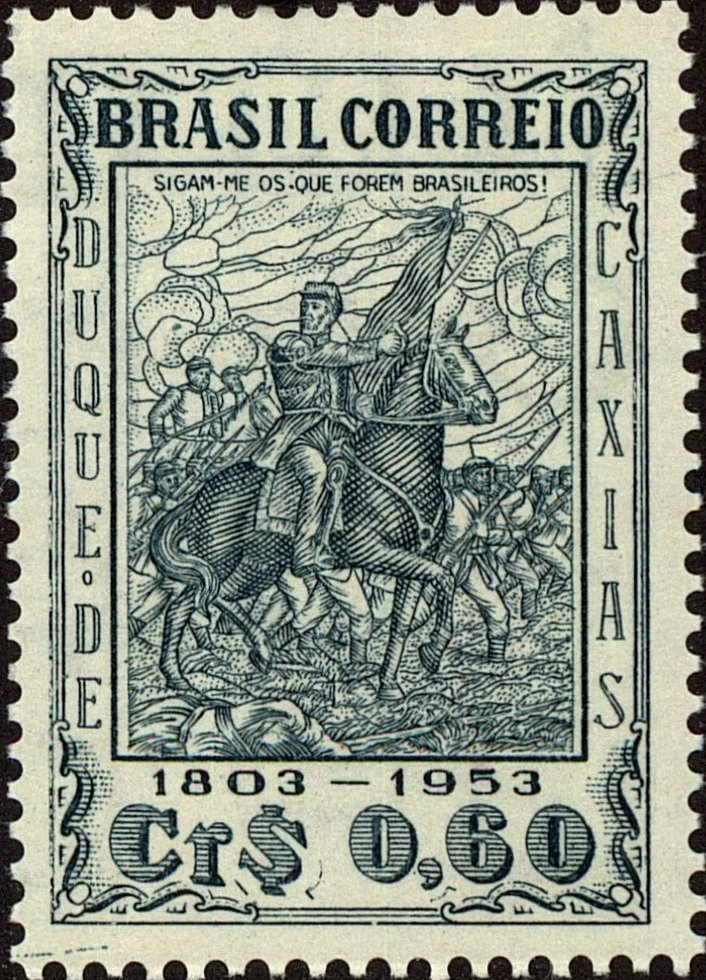
Ancien timbre postal brésilien représentant le duc de Caxias à la bataille d'Itororó.

La bataille d'Itororó se déroule en une seule journée, lorsque le maréchal marquis de Caxias, investissant de diverses manières son armée contre l'ennemi, décide, au milieu du combat, d'attaquer les Paraguayens retranchés. À ce moment, le maréchal crie à ses compatriotes :

« Suivez-moi si vous êtes brésilien! »

— Luís Alves de Lima e Silva
Cette démonstration de courage inspire les alliés, qui peuvent attaquer avec plus de force, obligeant la résistance à fuir vers une autre partie du pays envahi. Après cette mesure extrême, la cavalerie du marquis d'Erval, qui a fait un énorme détour pour tenter une attaque latérale contre les troupes ennemies, parvient, encore à temps, à arriver pour poursuivre les fuyards.
On estime que le Brésil a environ 1 800 hommes hors de combat dans cette seule bataille, tandis que le Paraguay finit avec environ 1 200 hommes incapables de continuer le conflit. Outre les pertes humaines, l’armée paraguayenne subit également des pertes de munitions et d’armes.

### Détails des unités

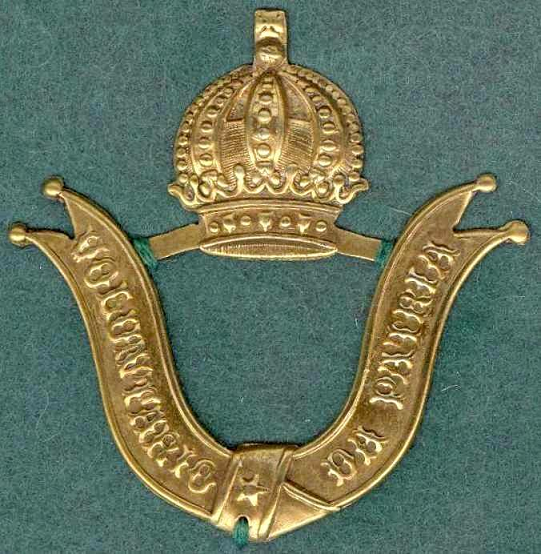
Insigne du Corps des.

L'armée impériale brésilienne reçoit un nouvel ordre : le 48e Corps des Volontaires de la Patrie (pt), sous le commandement du major Secundino Filafiano de Melo Tamborim, est transféré de la 9e à la 5e Brigade d'infanterie du colonel Fernando Machado de Sousa (pt). Dès lors, ce détachement comprend les 1er et 13e bataillons d'infanterie et les 34e et 48e corps de volontaires.
La brigade du colonel Fernando Machado, à laquelle s'est jointe la 2e brigade d'infanterie du colonel Domingos Rodrigues Seixas, forme la 2e division d'infanterie du colonel Salustiano Jerônimo dos Reis (pt), du 2e corps d'armée du maréchal Alexandre Gomes de Argolo Ferrão Filho (pt), qui sera chargée d'assurer la sécurité dès le débarquement de l'armée à Guarda de Santo Antônio, plus précisément dans le ravin de la rivière, rive gauche. Le 4 décembre 1868, l'infanterie et l'artillerie stationnées dans la région du Chaco embarquent. La cavalerie, sous les ordres du brigadier José Luis de Mena Barreto, continue par voie terrestre jusqu'à la ville frontalière de Santa Helena située dans l'État du Paraná, point choisi pour débarquer sur la rive gauche de la rivière.
L'armée paraguayenne est commandée par le général Bernardino Caballero, avec une force de cinq à six mille hommes, répartis en seize bataillons d'infanterie, six régiments de cavalerie, en plus de douze canons. L'infanterie est commandée par le lieutenant-colonel Germano Serrano et la cavalerie est divisée en deux ailes, sous le commandement respectif du colonel Valois Rivarola et du major Juan Lanson. Au sommet de la colline, juste au-delà du pont sur la rivière, se trouve l'artillerie, commandée par le major Moreno.

### Préparatifs

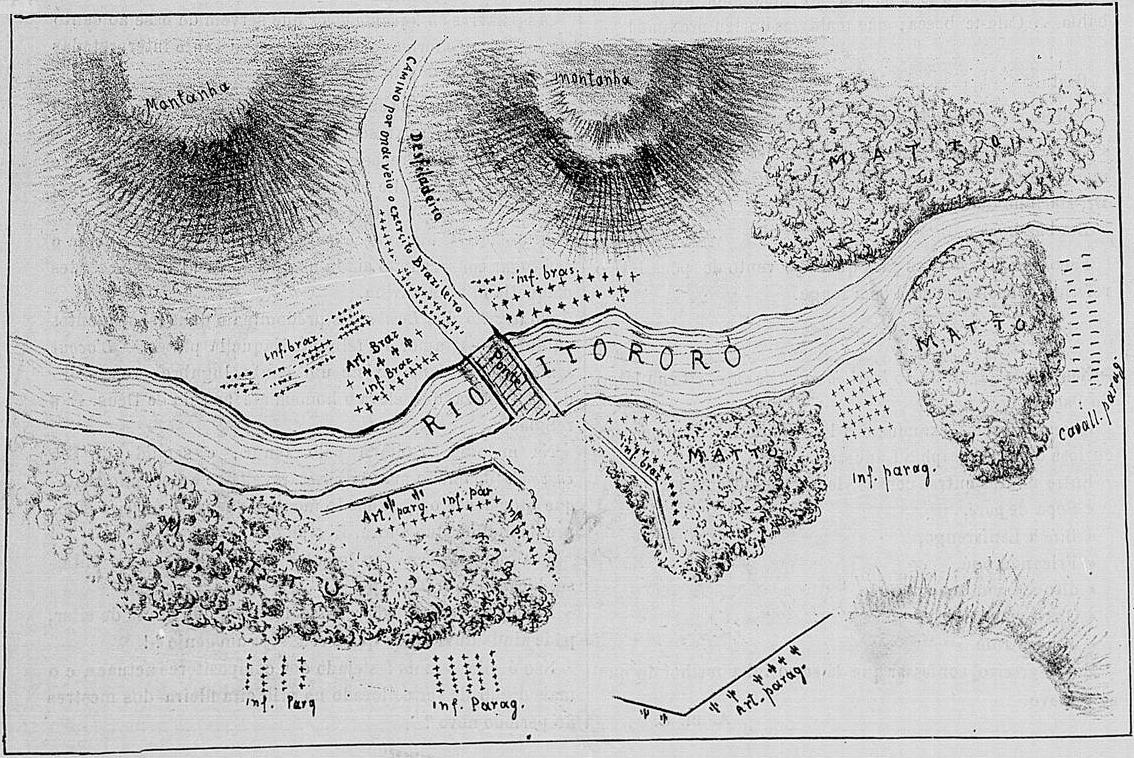
Carte de la bataille d'Itororó.

Selon José Bernardino Bormann (pt), le 5 décembre, le maréchal Caxias arrive pour inspecter le camp, les troupes et leur état de préparation pour l'entreprise. Interrogé par le marquis de Caxias sur l'occupation du pont sur la rivière Itororó et ses environs, le général Argolo Ferrão répond que ce n'était pas possible car il ne dispose pas de cavalerie suffisante ni même de mules pour aider à tirer l'artillerie.
Malgré les mauvaises nouvelles reçues concernant l'occupation de la rivière, Caxias décide d'avancer et d'occuper la position souhaitée en envoyant les escadrons de João Niederauer Sobrinho (pt) et deux bataillons d'infanterie, avec la promesse d'augmenter la force et la puissance de feu avec plus d'infanterie et d'artillerie dès que les animaux arriverent pour transporter une charge plus importante. Le chemin qui mène à la rive de la rivière est sinueux, avec une végétation très dense qui rend difficile le déplacement des unités. Cependant, lorsque João Niederauer Sobrinho arrive sur les lieux, les Paraguayens sont déjà retranchés de l'autre côté de la rivière.
À la tombée de la nuit, Niederauer prévient le général Argolo du positionnement de l'ennemi et attend donc de nouveaux ordres de Caxias. Maintenant qu'il fait nuit et que le terrain est accidenté et inconnu, le maréchal ordonne à Niederauer de se retirer, mais de signaler au général les positions stratégiques dans lesquelles les forces avancées doivent rester jusqu'à l'aube. Pendant l'attente, il semble que les troupes soient dans une humeur fêtarde ; les soldats sont à l'aise, dansant et chantant autour des feux de camp.

## Déroulé de la bataille

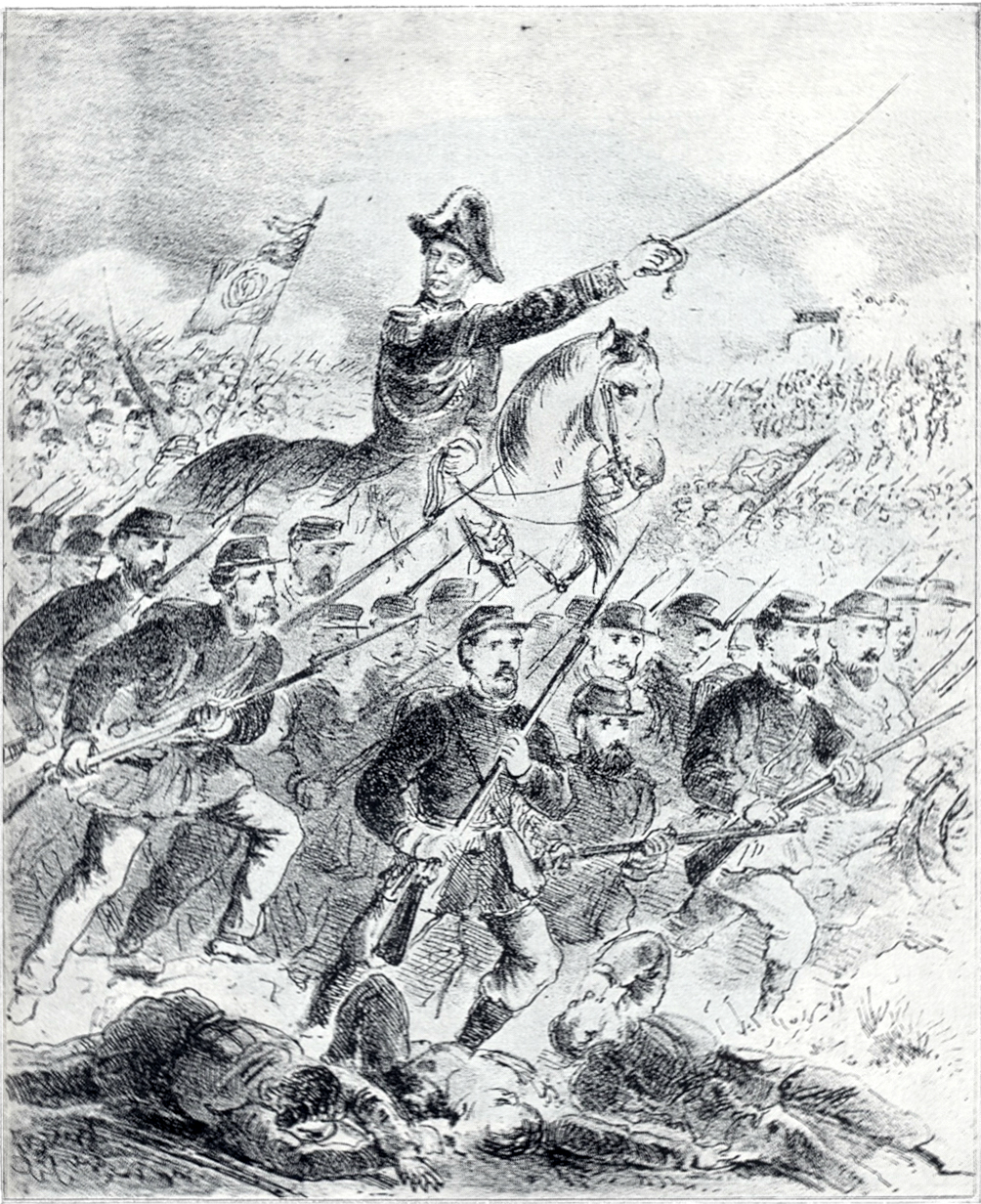
Caxias à la tête des troupes brésiliennes pendant la guerre du Paraguay.

Après une nuit de joie et de festivités pour vaincre la nervosité, le 6 décembre arrive avec silence et appréhension. Au son de l'aube, les soldats commencent leurs tâches et se préparent à l'inévitable conflit.
Pour atteindre le pont d'Itororó en passant par la ville de Santo Antônio, les troupes brésiliennes doivent parcourir plus de trois kilomètres, sur un chemin difficile pour la cavalerie et l'artillerie. Pour la sécurité du groupe, la brigade du colonel Fernando Machado de Sousa (pt), composée de quatre bataillons, suit à l'arrière-garde, assurant la sécurité du 2e corps d'armée. Ce dernier assure la protection du premier groupe, l'escadron de cavalerie de la brigade du colonel Niederauer Sobrinho.
Lorsque la force opérationnelle alliée arrive au pont d'Itororó, l'armée commandée par le colonel Serrano est déjà là, attendant d'affronter les Brésiliens. Sur ordre du maréchal Alexandre Gomes de Argolo Ferrão Filho (pt), l'armée impériale brésilienne lance l'attaque, tandis que le 1er bataillon d'infanterie suit à l'arrière-garde de la brigade du colonel Fernando Machado de Sousa pour garantir sa sécurité. Le colonel ordonne également à la cavalerie, aux brigades et aux canons de se diriger vers le pont pour affronter l'ennemi.
Du côté paraguayen, le colonel Serrano renforce la défense du terrain occupé, sachant que le combat sur le pont sera difficile, augmentant le nombre de soldats sur le pont uniquement avec les troupes les plus proches. Le combat dépendra davantage de l’habileté de ses hommes que du nombre de combattants sur la rivière. De plus, un canon est placé stratégiquement près du pont pour éliminer tout soldat qui le traverserait de l'autre côté.

### Première attaque
Le premier affrontement a lieu avec le lieutenant-colonel João Antônio de Oliveira Valporto qui avance avec cinq compagnies du 1er bataillon de ligne vers le canon placé par les Paraguayens. Son attaque est positive, puisqu'il réussit à la prendre, cependant, il se retrouve face à une grande ligne d'infanterie ennemie et à quatre autres canons qui attaquent avec une puissance dévastatrice. Ainsi, les compagnies du lieutenant-colonel se retirent dans la confusion vers l'autre côté.

### Deuxième attaque

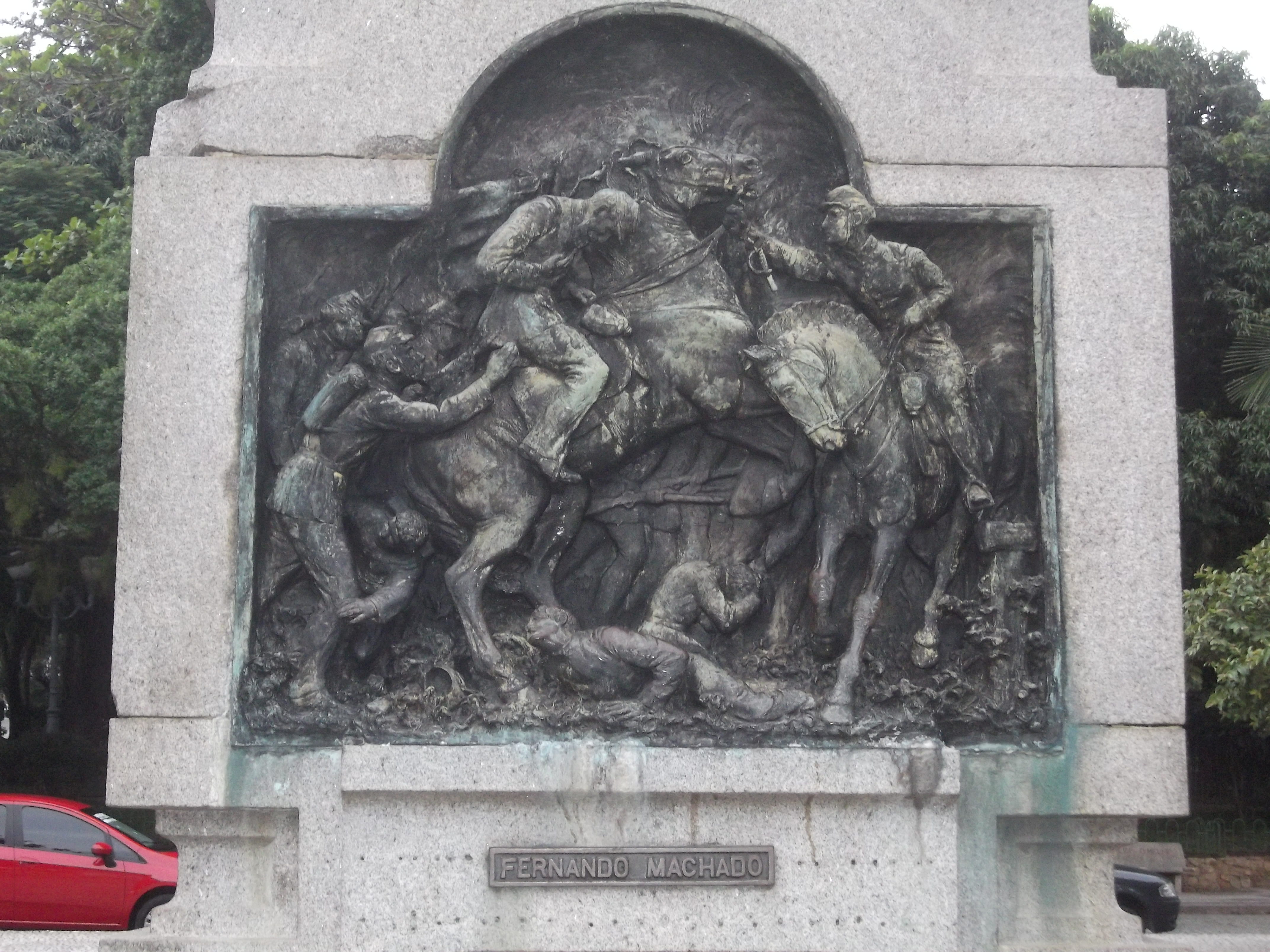
Mort du Colonel Fernando Machado (Monument à Fernando Machado, à Florianópolis, à Santa Catarina, au Brésil).

En réalisant que le bataillon se retire, le colonel Fernando Machado avance sur le pont avec les 34e et 48e corps des Volontaires de la Patrie, attaquant l'ennemi, laissant le 13e corps comme ligne de protection pour son artillerie. Cependant, son attaque est un échec, car l'artillerie ennemie ouvre un feu nourri sur son groupe, le frappant mortellement au milieu du pont.

### Troisième attaque
João Niederauer Sobrinho (pt) traverse le pont avec le 6e groupe de lanciers et, flanquant les bataillons de l'armée impériale brésilienne, attaque violemment les troupes paraguayennes, qui se retirent précipitamment. Grâce à cela, Niederauer réussit à prendre les quatre canons ennemis qui ont réussi à briser les rangs des bataillons alliés.

### Quatrième attaque

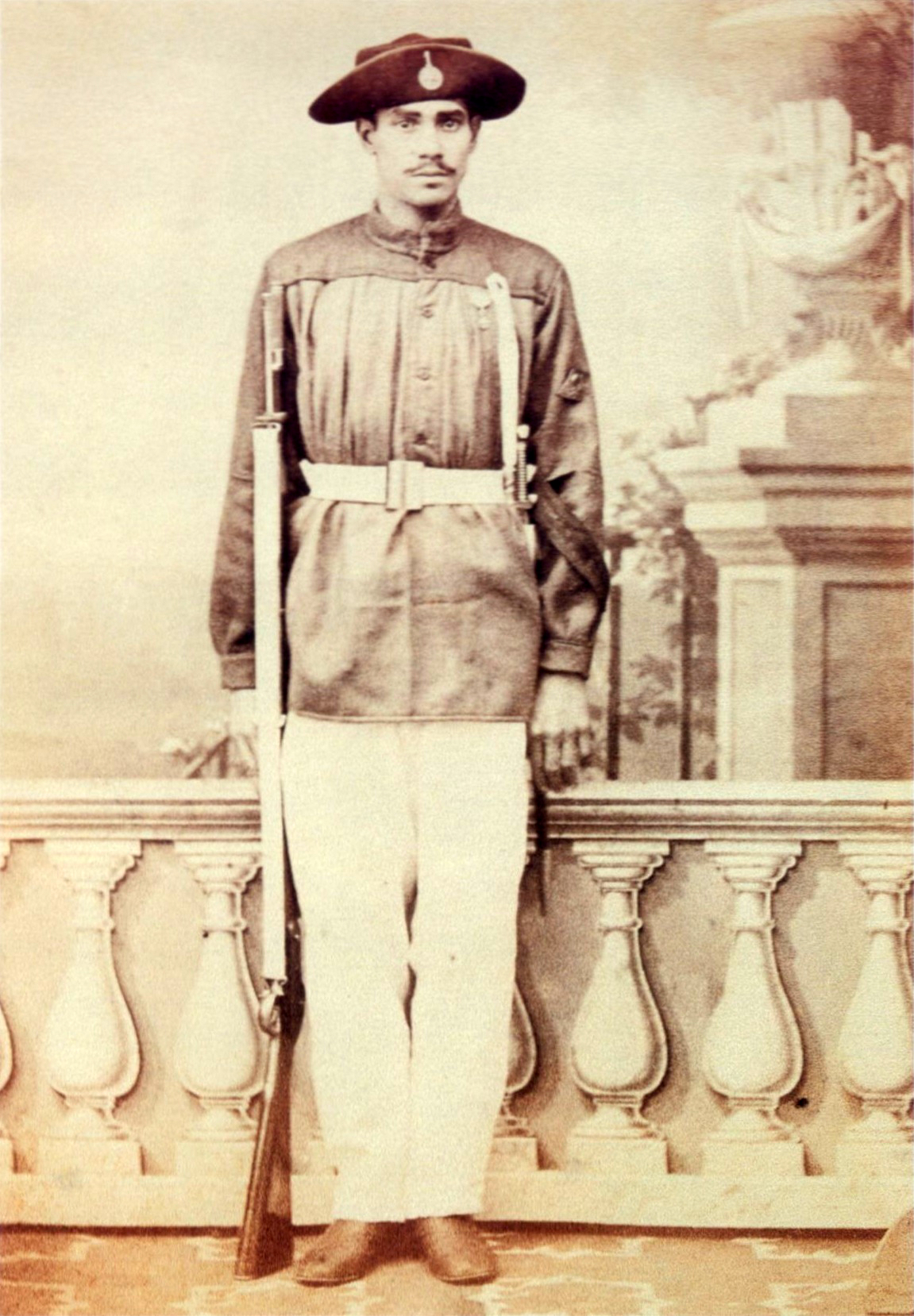
Un Volontaire de la Patrie en 1865.

À la suite du décès du colonel Fernando Machado de Souza, le lieutenant-colonel Oliveira Valporto prend le commandement de la 5e brigade d'infanterie, rendant compte le 7 décembre 1868 au commandant de la 2e division, le brigadier Salustiano Jerônimo dos Reis, des événéments qui ont eu lieu. Selon lui, le 1er Bataillon, en avant-garde avec des compagnies d’éclaireurs et de la cavalerie, a détecté l’ennemi en position défensive après la ponte. Sur ordre, il a avancé avec son bataillon et deux canons, positionnés dans la forêt, à droite de la route. Cinq compagnies ont ensuite chargé la position ennemie, forçant l’abandon d’un canon ennemi. En franchissant la ponte, ils ont subi le feu de quatre pièces d’artillerie ennemies situées sur une colline stratégique.
Le commandant de brigade étant tombé à ce moment, l’auteur du rapport prend l’initiative de diriger les bataillons 34e et 48e, maintenant la ligne avec le 1er. L’ennemi contre-attaque puissamment, provoquant un repli temporaire. Mais avec l’arrivée de renforts, les forces alliées reprennent l’avantage, infligeant de lourdes pertes, capturant des armes, quatre canons et un drapeau.
Le maréchal de camp Alexandre Gomes de Argolo prend ensuite la direction des opérations. Plusieurs officiers sont félicités pour leur bravoure, tandis que le bilan énonce que la brigade compte 436 hommes hors de combat, dont 8 officiers et 56 soldats tués.

### Cinquième attaque
Selon le rapport du commandant du 48e Corps de volontaires fait le 6 décembre au commandant de la 5e Brigade d'infanterie, Oliveira Valporto part de Santo Antônio avec la brigade d’avant-garde, où il rencontre l’ennemi près du pont du Passo Itá, fortifié par environ 8 000 hommes. Malgré l’artillerie ennemie, ses troupes réussissent à traverser la rivière et à se déployer aux côtés du 34e Corps de Volontaires. L’ennemi est repoussé dès le premier assaut. Une contre-attaque tente ensuite de les flanquer, mais le capitaine Abreu Lima organise une manœuvre défensive efficace. Le feu intense force l’ennemi à battre en retraite. Une nouvelle charge de cavalerie ennemie met leurs arrières en difficulté, mais une formation en cercle protège les troupes, malgré des pertes, notamment le capitaine, blessé par trois fois. Une riposte vigoureuse repousse définitivement l’ennemi. Le bilan humain fait état de 3 officiers et 16 soldats tués, 5 officiers et 90 blessés, 2 officiers contusionnés et 17 disparus.
Parmi les officiers morts, répertoriés par le Secundino Filafiano de Melo Tamborim, se trouvent le lieutenant Durval Candido Tourinho de Pinho et l'enseigne José Sebastião Cardoso ; parmi les blessés se trouvent les capitaines Joaquim Teixeira Peixoto de Abreu Lima, José Constâncio Galo, le secrétaire d'enseigne João Pereira Maciel Sobrinho, l'enseigne Lela Francisco de Santiago, Columbiano Candido Rodrigues et les lieutenants Aureliano Viegas de Oliveira et Antônio Tenório de Melo Costa.

### Sixième attaque
L'armée impériale brésilienne s'affaiblit, perdant de nombreux hommes et laissant de nombreux autres hors de combat en raison de blessures graves ou de contusions. Le retard du général Osório à se présenter au combat, comme l'a déterminé au préalable le maréchal Marquês de Caxias, fait que ce dernier, à 65 ans, marche vers l'ennemi, acclamant l'empereur et appelant les Brésiliens à ce qui semble être le « tout ou rien » de ce premier épisode de la Guerre de la Triple-Alliance. Les soldats affaiblis, mais touchés par la bravoure de leur maréchal, le suivent dans l'affrontement final avec un courage renouvelé et prennent définitivement position.

## Résultat
Le côté brésilien a subi 1 864 pertes (149 officiers), dont 285 morts (45 officiers), 1 356 blessés (79 officiers), 128 contusions (2 officiers) et 95 soldats perdus. Du côté paraguayen, on compte 1 600 victimes, dont des morts et des blessés. Au cours des combats, le brigadier Hilário Maximiniano Antunes Gurjão est également mort et le maréchal Argolo a été blessé et retiré du champ de bataille.